# Condado de Spink
El condado de Spink (en inglés: Spink County, South Dakota), fundado en 1873, es uno de los 66 condados en el estado estadounidense de Dakota del Sur. En el 2000 el condado tenía una población de  7454 habitantes en una densidad poblacional de 2 personas por km². La sede del condado es Redfield.

## Geografía
Según la Oficina del Censo, el condado tiene un área total de 3911 km² (1510,0 mi²), de la cual 3895 km² (1503,9 mi²) es tierra y 16 km² (6,2 mi²) es agua.

### Condados adyacentes
- Condado de Brown - norte
- Condado de Day - noreste
- Condado de Clark - este
- Condado de Beadle - sur
- Condado de Hand - suroeste
- Condado de Faulk - oeste

## Demografía
En el 2000 la renta per cápita promedia del condado era de $31 717, y el ingreso promedio para una familia era de $37 114. El ingreso per cápita para el condado era de $15 728. En 2000 los hombres tenían un ingreso per cápita de $25 065 versus $20 386 para las mujeres. Alrededor del 12.80% de la población estaba bajo el umbral de pobreza nacional.
| 1900 | 1910   | 1920   | 1930   | 1940   | 1950   | 1960   | 1970   | 1980 | 1990 | 2000 | Est. 2008 |
| ---- | ------ | ------ | ------ | ------ | ------ | ------ | ------ | ---- | ---- | ---- | --------- |
| 9487 | 15 981 | 15 768 | 15 304 | 12 527 | 12 204 | 11 706 | 10 595 | 9201 | 7981 | 7454 | 6664      |

## Ciudades y pueblos
| - Ashton - Athol - Brentford - Conde - Doland - Frankfort | - Mansfield - Mellette - Northville - Redfield - Tulare - Turton |

### Municipios
| - Municipio de Antelope - Municipio de Athol - Municipio de Belle Plaine - Municipio de Belmont - Municipio de Benton - Municipio de Beotia - Municipio de Buffalo - Municipio de Capitola - Municipio de Clifton - Municipio de Conde - Municipio de Cornwall - Municipio de Crandon - Municipio de Exline | - Municipio de Frankfort - Municipio de Garfield - Municipio de Great Bend - Municipio de Groveland - Municipio de Harmony - Municipio de Harrison - Municipio de Jefferson - Municipio de La Prairie - Municipio de Lake - Municipio de Lincoln - Municipio de Lodi - Municipio de Mellette - Municipio de Northville | - Municipio de Olean - Municipio de Prairie Center - Municipio de Redfield - Municipio de Richfield - Municipio de Spring - Municipio de Sumner - Municipio de Tetonka - Municipio de Three Rivers - Municipio de Tulare - Municipio de Turton - Municipio de Union |

## Mayores autopistas
| - Carretera de U.S. 212 - Carretera de U.S. 281 - Carretera Dakota del Sur 20 - Carretera Dakota del Sur 26 | - Carretera Dakota del Sur 28 - Carretera Dakota del Sur 37 |